# Великодеревичівська сільська рада
Великодеревичівська сільська рада (раніше — Деревичська сільська рада, деколи — Велико-Деревичівська сільська рада) — колишня адміністративно-територіальна одиниця та орган місцевого самоврядування у Полонському, Дзержинському і Любарському районах Шепетівської, Житомирської, Бердичівської округ, Вінницької й Житомирської областей УРСР та України з адміністративним центром у с. Великі Деревичі.

## Населені пункти
Сільській раді підпорядковувались населені пункти:
- с. Великі Деревичі

## Населення
Кількість населення ради, станом на 1923 рік, становила 2 371 особу, кількість дворів — 472.
Відповідно до перепису населення СРСР, станом на 17 грудня 1926 року, чисельність населення ради становила 2 379 осіб, з них, за статтю: чоловіків — 1 150, жінок — 1 229; етнічний склад: українців — 2 295, росіян — 4, євреїв — 6, поляків — 63, чехів — 7, інші — 4. Кількість господарств — 529, з них, несільського типу — 8.
Відповідно до результатів перепису населення 1989 року, кількість населення ради, станом на 12 січня 1989 року, становила 1 123 особи.
Станом на 5 грудня 2001 року, відповідно до перепису населення України, кількість мешканців сільської ради становила 865 осіб.

## Склад ради
Рада складалася з 14 депутатів та голови.

## Керівний склад сільської ради
| ПІБ                       | Основні відомості                                                               | Дата обрання | Дата звільнення |
| ------------------------- | ------------------------------------------------------------------------------- | ------------ | --------------- |
| Чепурна Галина Леонтіївна | Сільський голова, 1956 року народження, освіта, позапартійна                    | 26.03.2006   | 31.10.2010      |
| Кутина Михайло Євгенович  | Сільський голова, 1958 року народження, освіта середня спеціальна, безпартійний | 31.10.2010   |                 |

Примітка: таблиця складена за даними джерела

## Історія
Утворена 1923 року як Деревичська, в складі сіл Деревичі та хуторів Бортникова Береза, Деревицька Церква, Деревицький Ліс, Забрідок, Забрідок Церковний, Новий Тік, Остріїв, Сивків, Чиришна Деревицької волості Полонського повіту Волинської губернії. Після 1923 року хутори Бортникова Береза й Остріїв не перебувають на обліку населених пунктів. Станом на 17 грудня 1926 року в підпорядкуванні перебувають хутори Замчище та За Швейцаркою. Станом на 1 жовтня 1941 року хутори Деревицька Церква, Деревицький Ліс, Забрідок, Забрідок Церковний, Замчище, Сивків та Чиришна не значаться на обліку населених пунктів.
Станом на 1 вересня 1946 року сільрада, з назвою Велико-Деревичівська, входила до складу Любарського району Житомирської області, на обліку в раді перебувало с. Великі Деревичі.
11 серпня 1954 року до складу ради увійшло с. Борушківці ліквідованої Борушківської сільської ради, котре, 10 травня 1972 року, відійшло до складу Старочорторийської сільської ради Любарського Житомирської області.
Станом на 1 січня 1972 року сільська рада входила до складу Любарського району Житомирської області, на обліку в раді перебували села Борушківці та Великі Деревичі.
Припинила існування 20 листопада 2017 року через об'єднання до складу Любарської селищної територіальної громади Любарського району Житомирської області.
Входила до складу Полонського (7.03.1923 р.), Любарського (21.08.1924 р., 4.01.1965 р.) та Дзержинського (30.12.1962 р.) районів.